# غوتهارد باس
غوتهارد باس (بالإنجليزية: Gotthard Pass)‏ هو أحد جبال سلسلة جبال الألب ليبونتيني وجزء من القمة الأم يقع في كانتون تيسينو, سويسرا. يبلغ ارتفاع الممر حوالي 2106 متر، بينما يبلغ ارتفاع نتوء الجبل 2500 متر.

## صور نقل البريد
صور نقل البريد في العصور الوسطى في ممر جوتهارد باس .

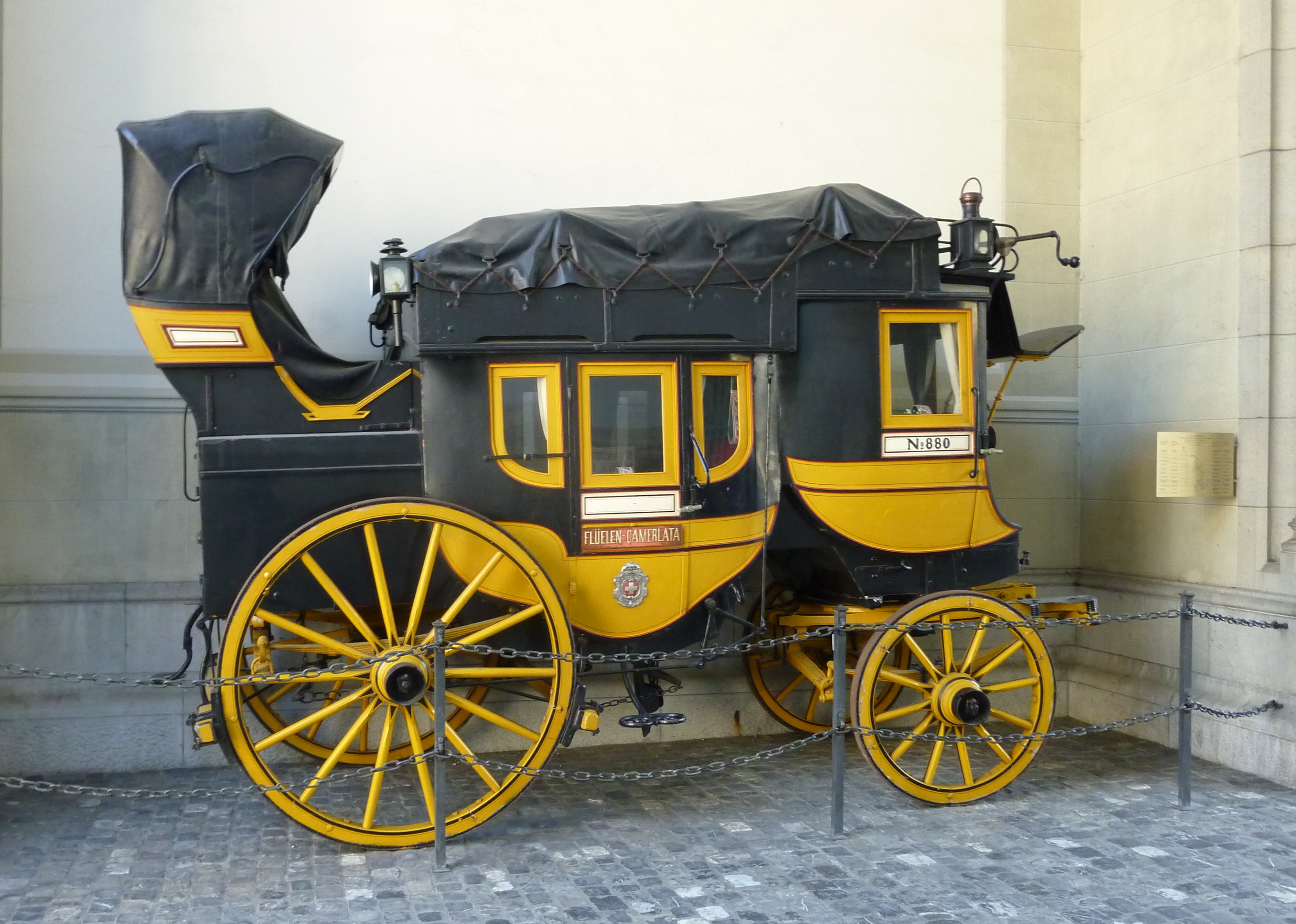
عربة بريد من العصور الوسطى
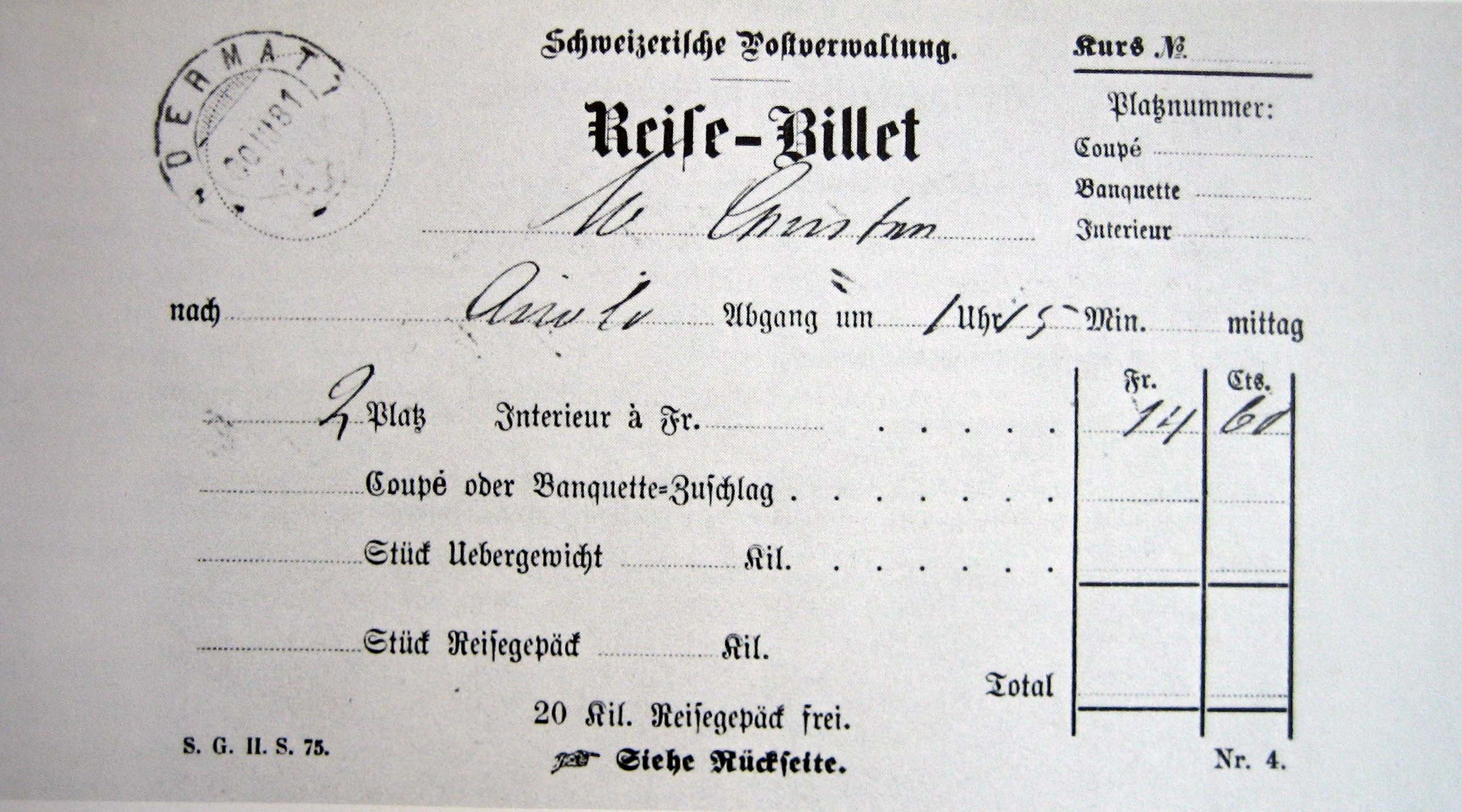
تذكرة ركوب من عام 1881
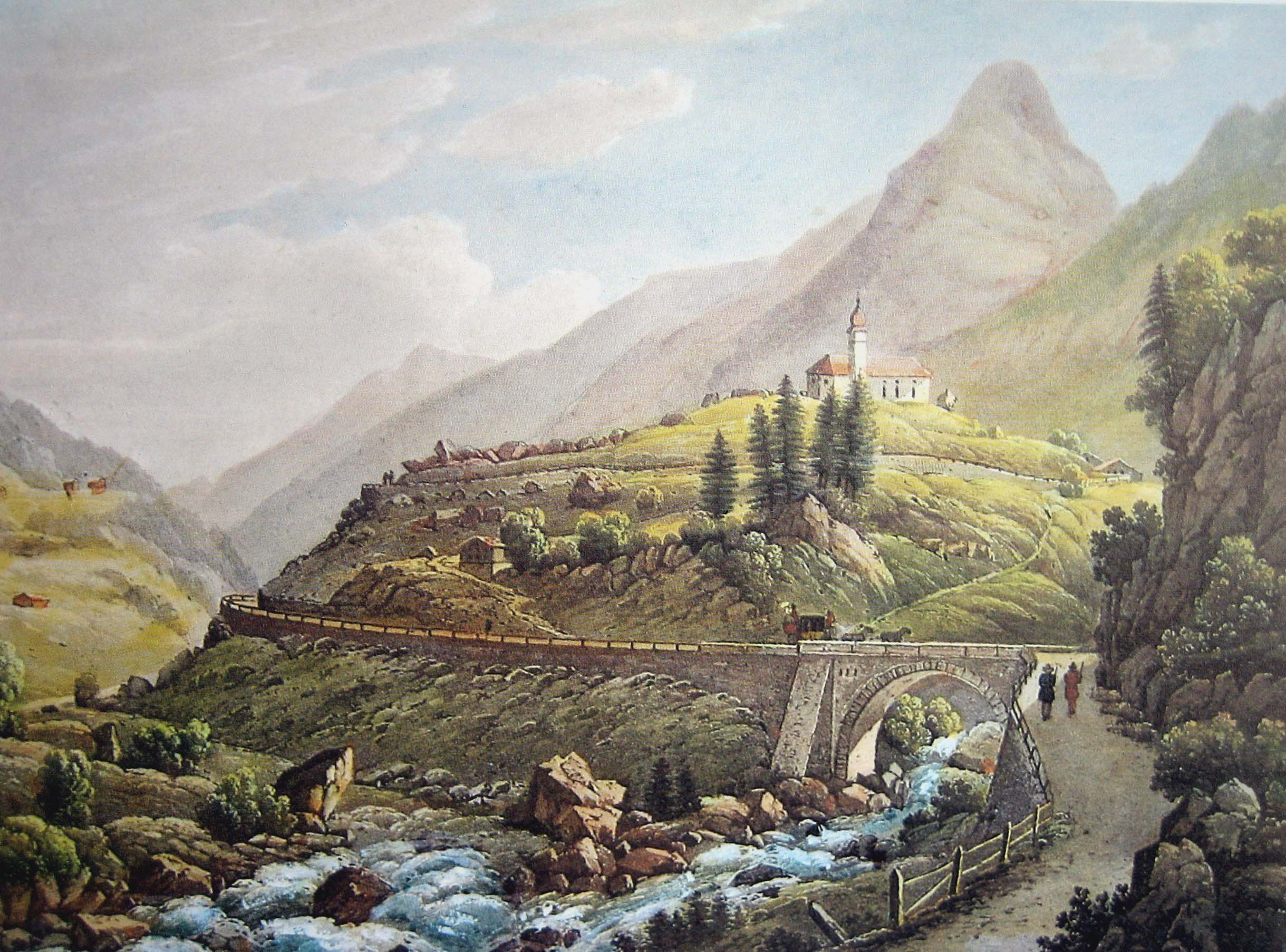
نقل البريد 1845
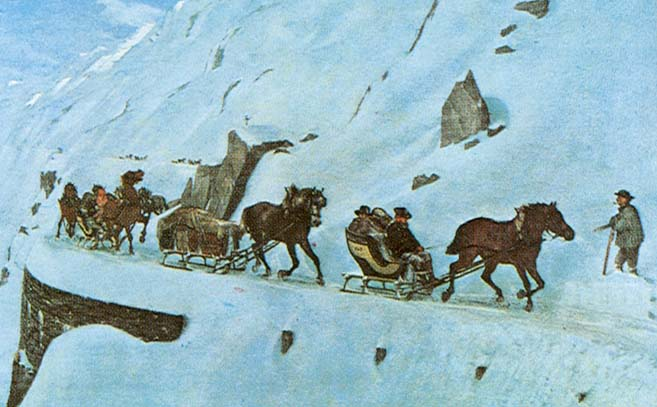
نقل البريد على مزلجات , 1873
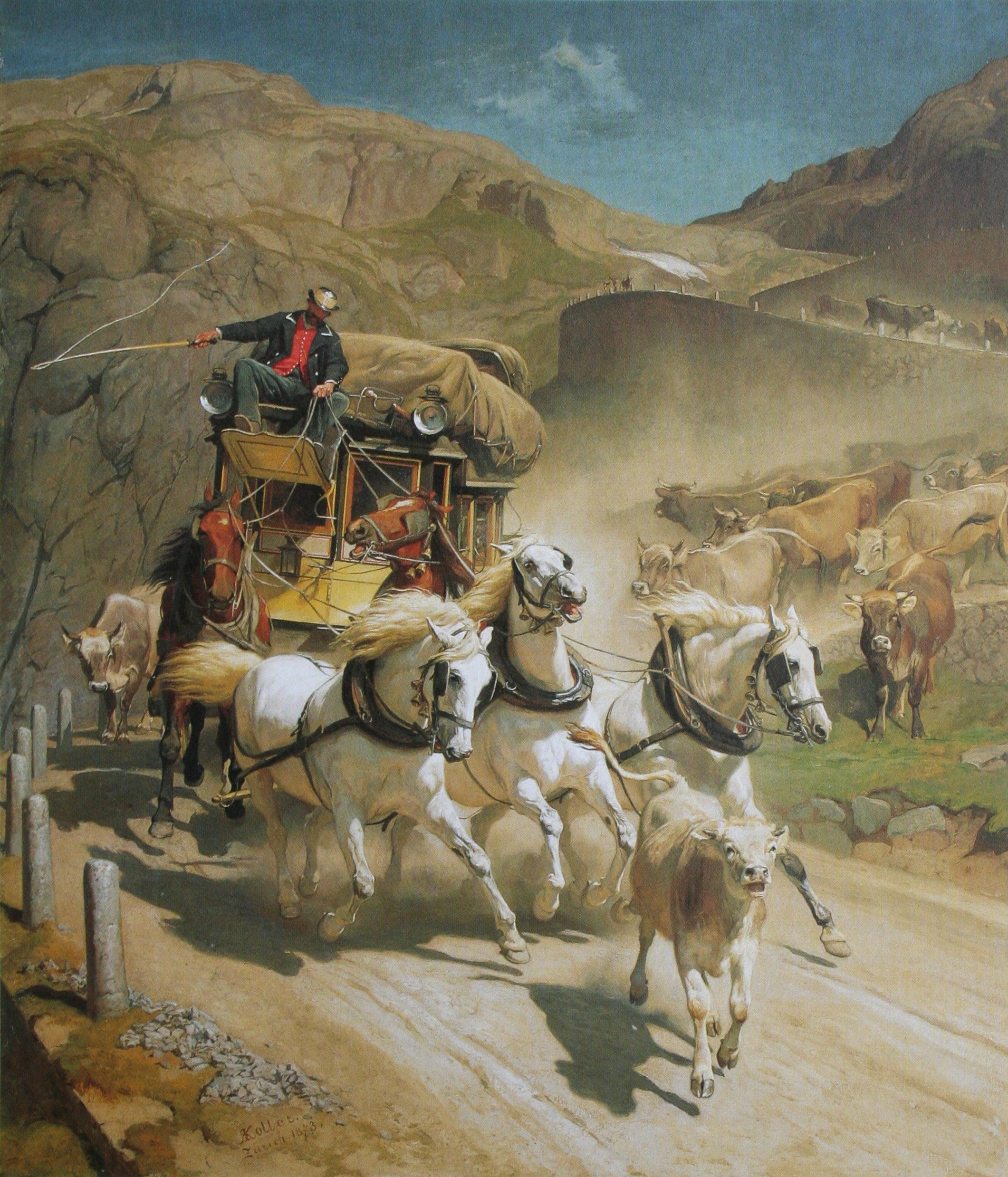
لوحة للفنان Rudolf Koller من عام 1873
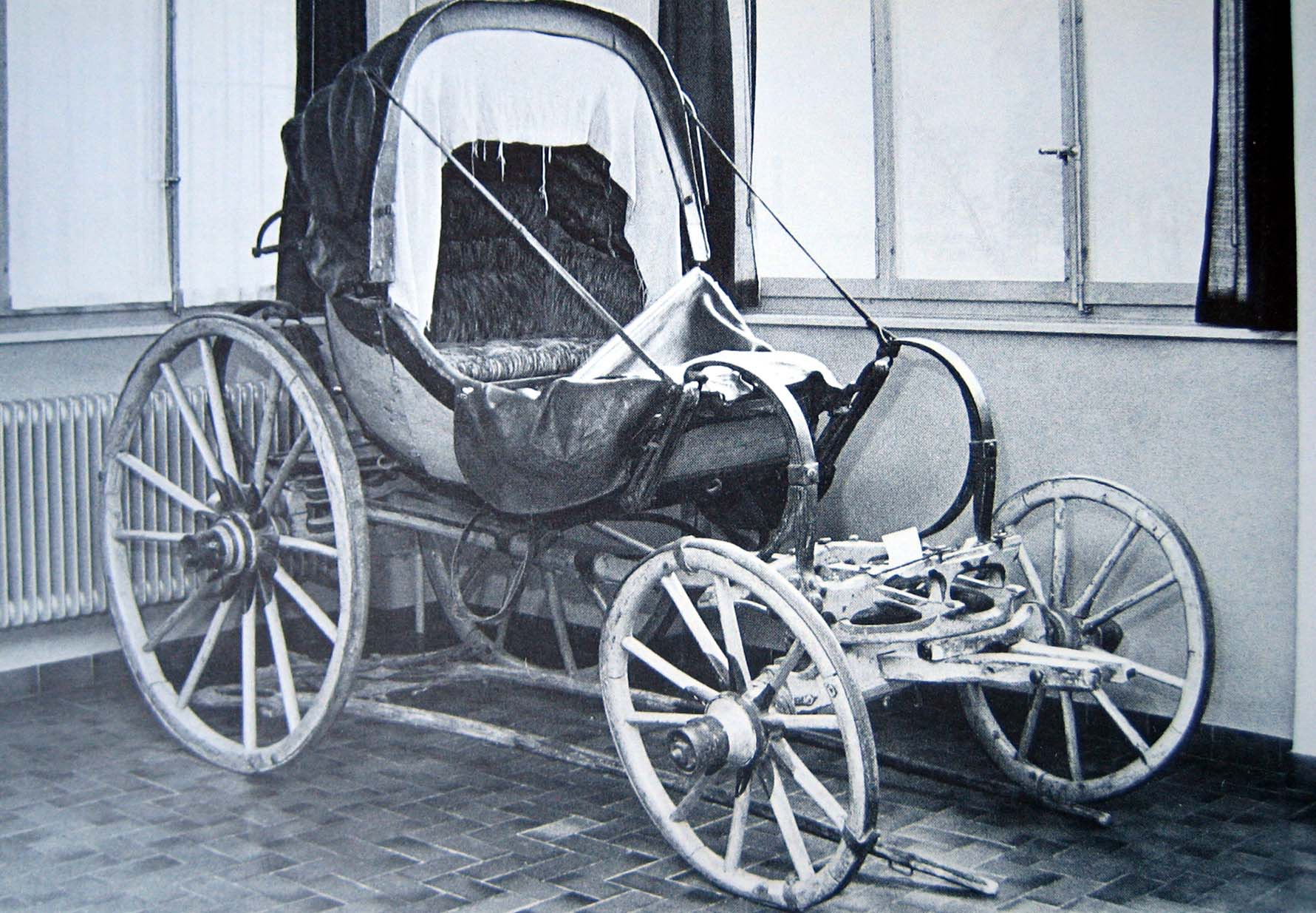
1830
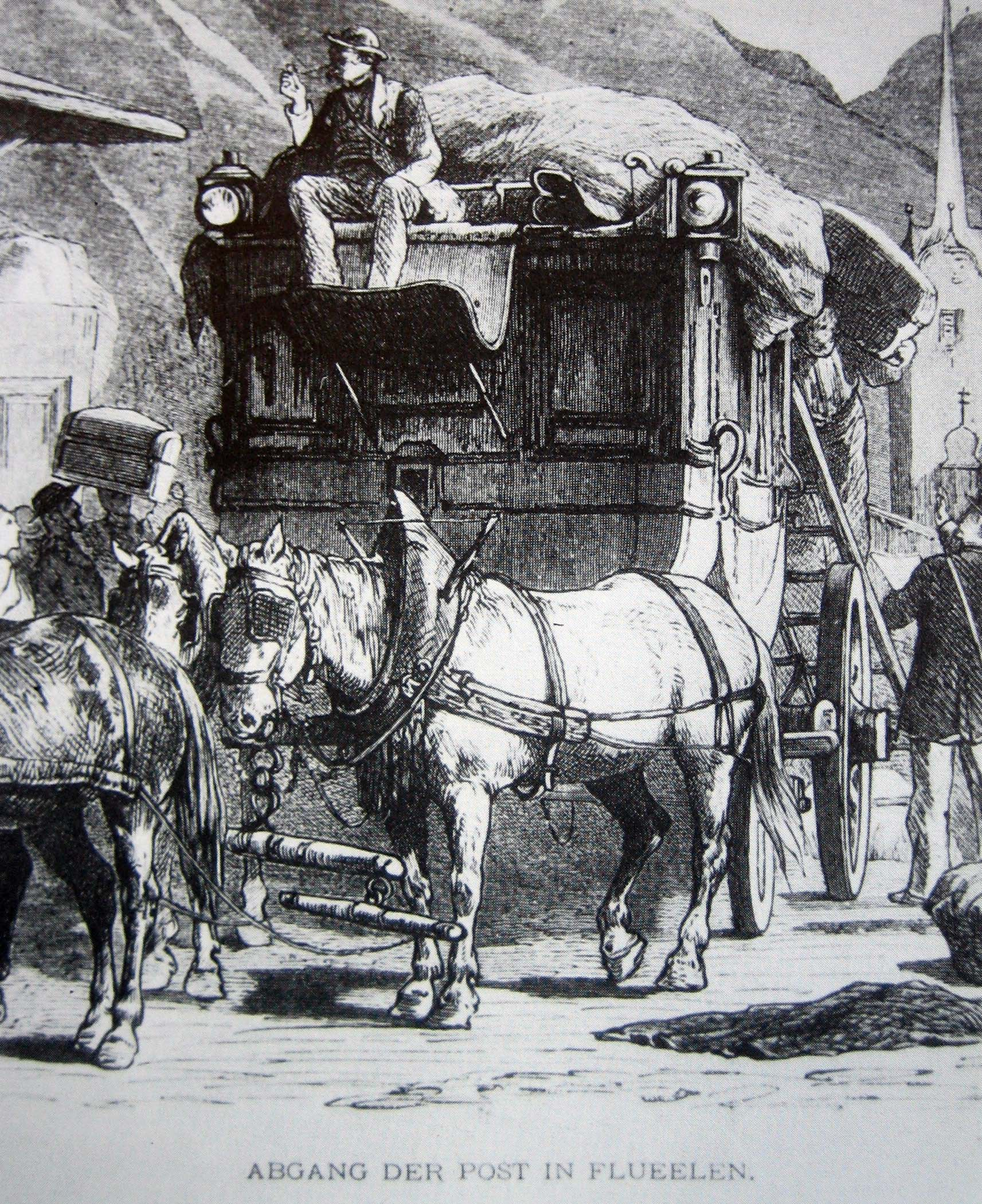
1820
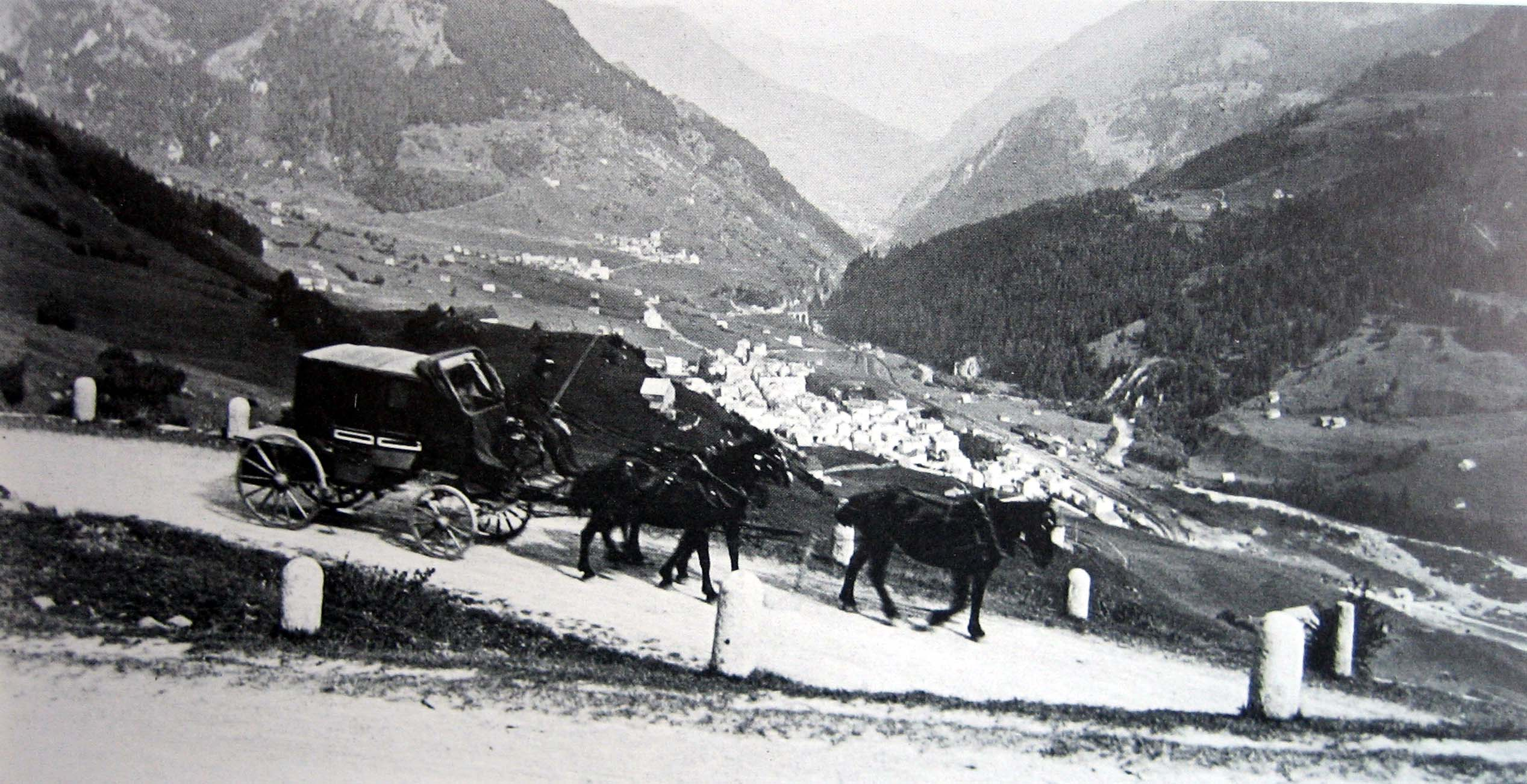
1921
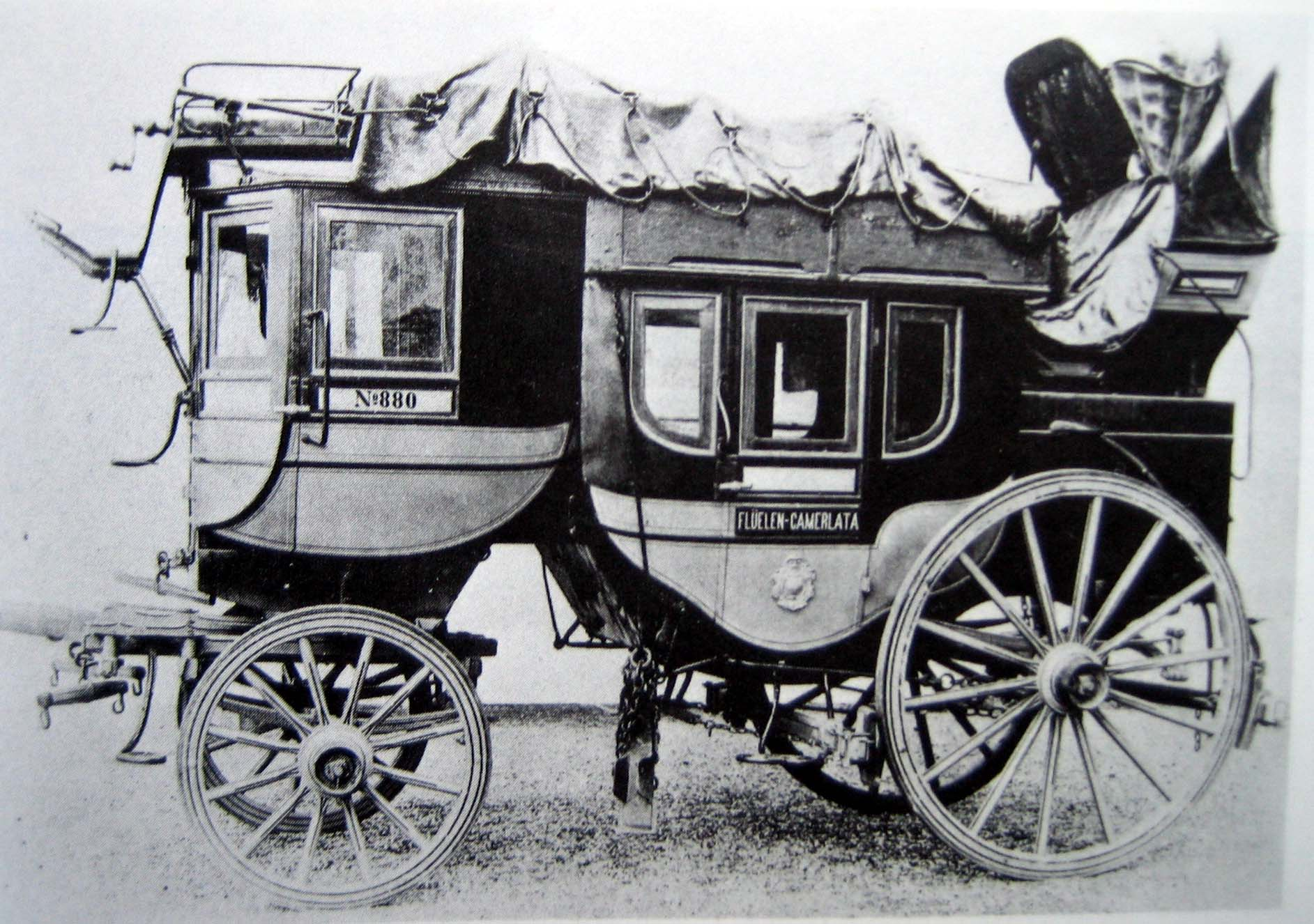
عربة بريد

## صور طرق حديثة

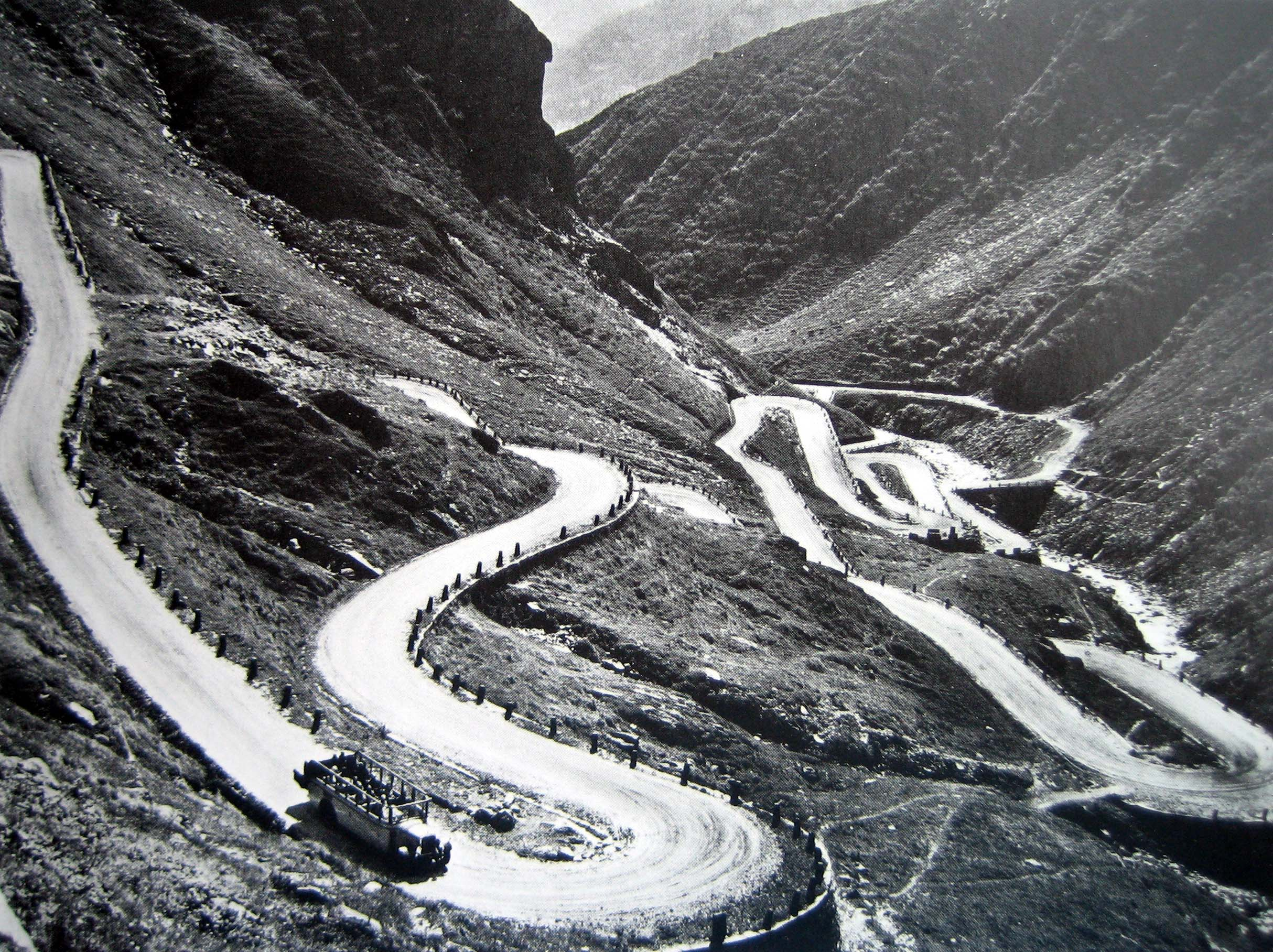
طريق Tremola ، بني 1928
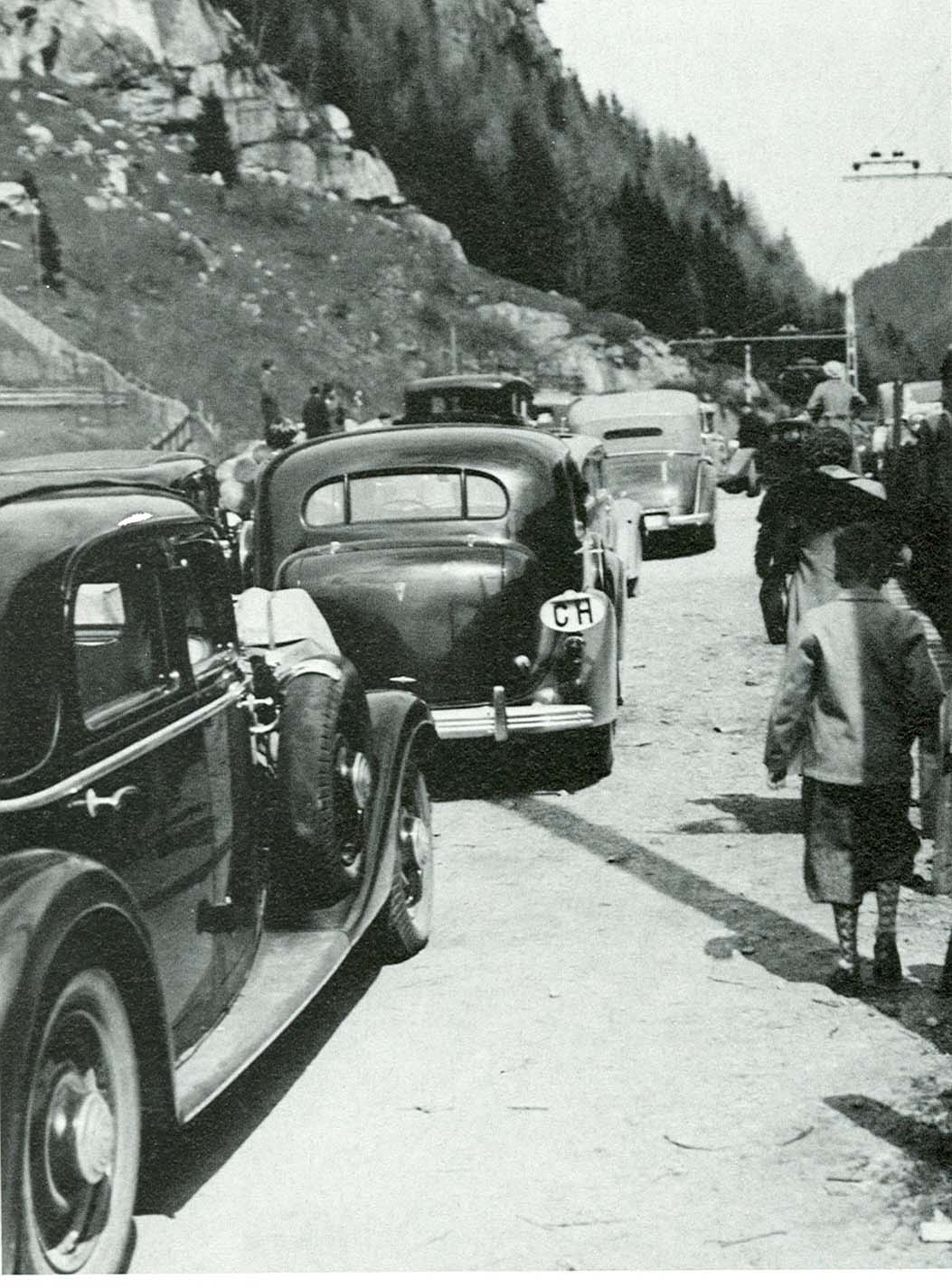
1930
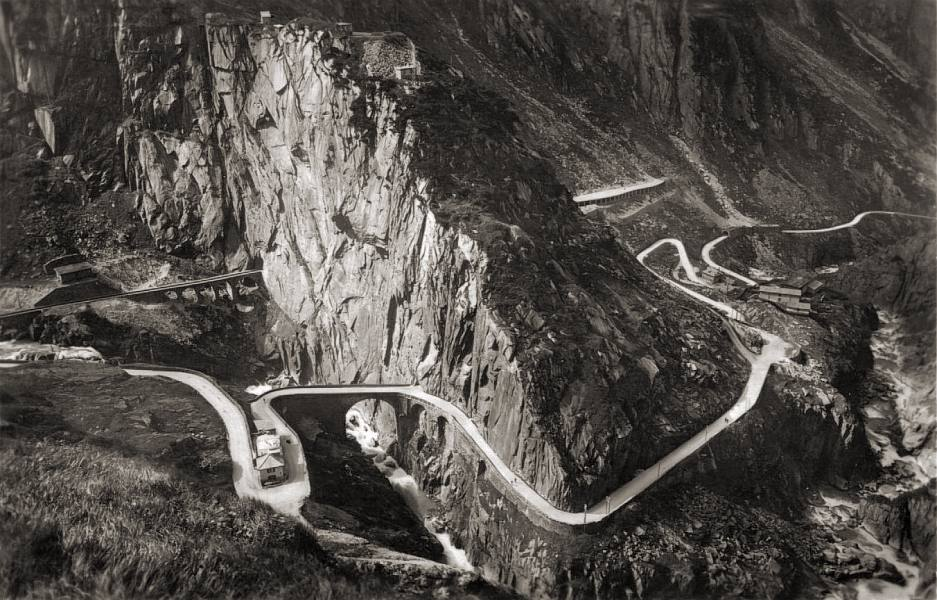
Die Schöllenen 1953
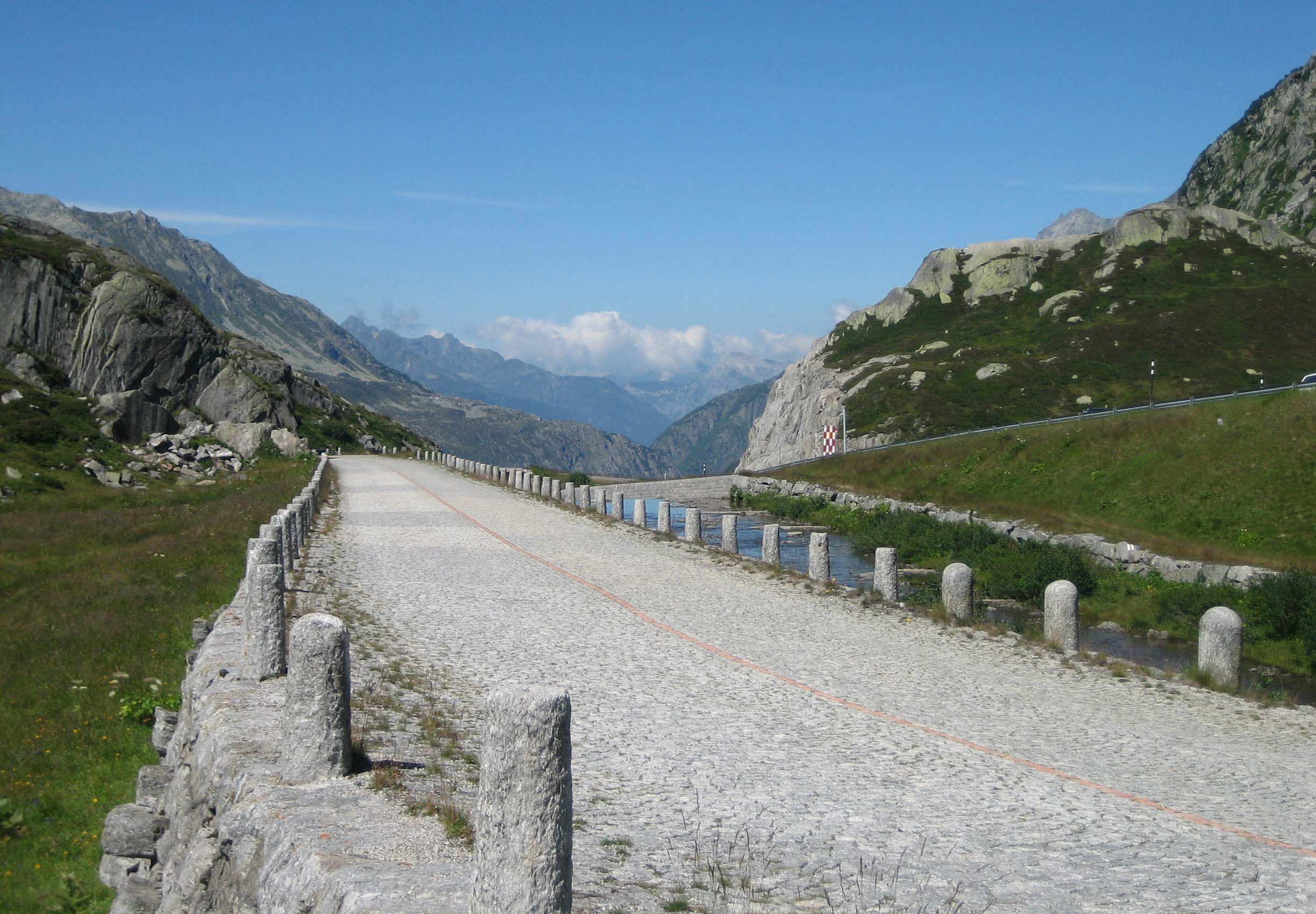
الطريق القديم شمال الفندق هوزبيتز
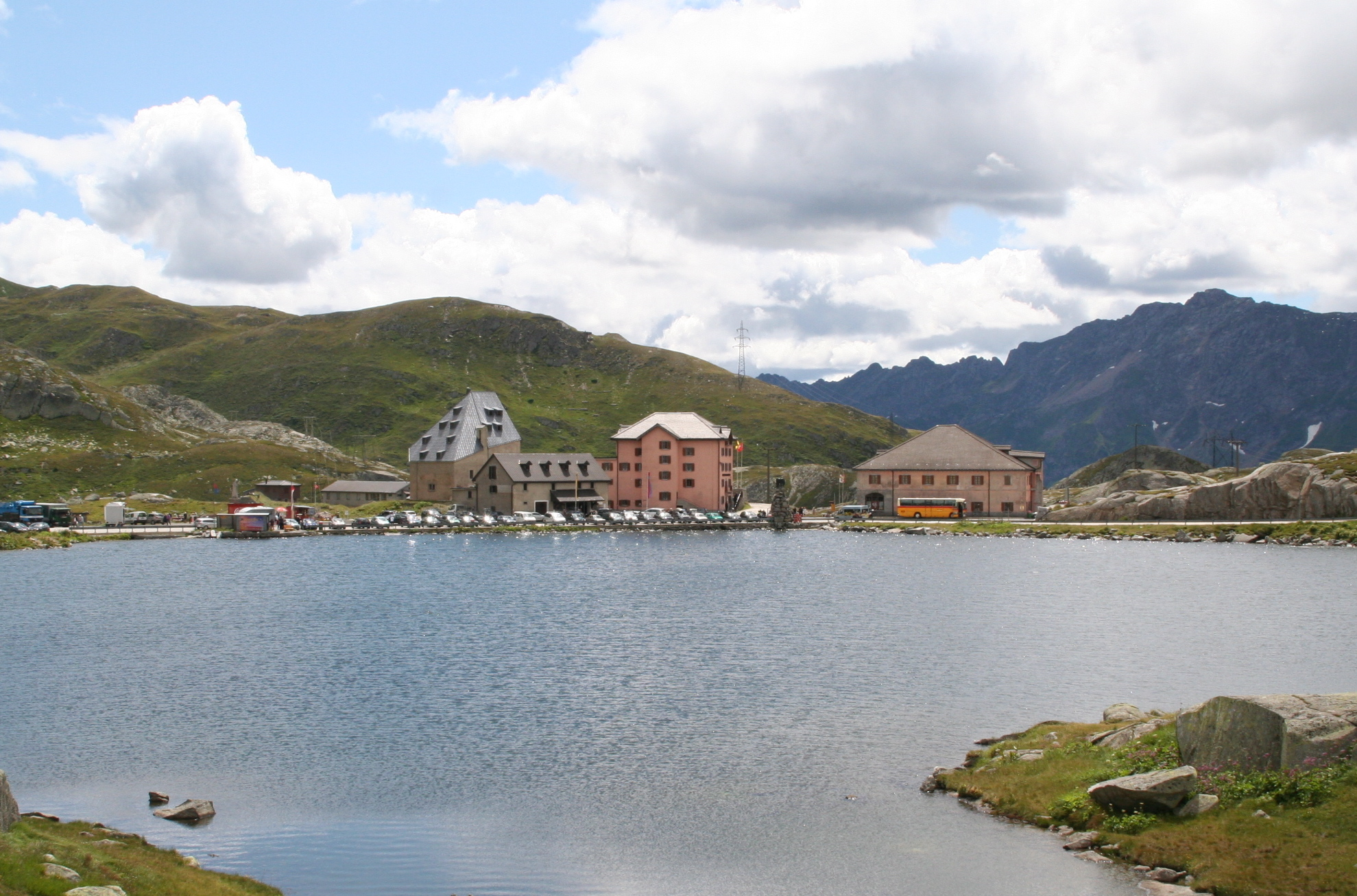
فندق هوزبيتز وبجانبه المتحف